# دهستان چلاو
دهستان چلاو نام دهستانی در بخش امامزاده عبدالله شهرستان آمل، استان مازندران در ایران است. بر اساس سرشماری مرکز آمار ایران در سال ۱۳۸۵، جمعیت آن ۴۲۴۷ نفر (۱۱۵۴ خانوار) بوده‌است.
این دهستان شامل روستاهای  پاریمه  ، گنگرجکلا ، تیار و… روستای گنگرجکلا یکی از با صفاترین و خوش آب و هواترین روستاهای چلاو است که  که روستای تیار رو که چشم انداز فوق العاده ای ایجاد کرده ، در روبروی خود دارا می‌باشد.روستاهای پاشاکلا، نجارکلاو... در داخل جاده چلاو قرار دارند.